# Шардикін В'ячеслав Миколайович
В'ячеслав Миколайович Шардикін (рос. Вячеслав Николаевич Шардыкин; нар. 20 листопада 1954, Липецьк, РРФСР — пом. 5 березня 2020, Воронеж, Росія) — радянський футболіст, півзахисник.

## Життєпис
Вихованець футбольної школи Липецька. Більшу частину кар'єри провів у клубах першої (1973—1974, 1979—1980, 1981, 1982—1983) і другої (1975—1977, 1978—1979, 1984—1989) ліг першості СРСР «Металург» / «Новолипецьк» Липецьк (1973-1977), «Іскра» Смоленськ (1978-1979), «Факел» Воронеж (1979-1980, 1981, 1982-1983), «Стріла» Воронеж (1984), «Спартак» Тамбов (1985-1988, 1989), «Спартак» Анапа (1988), «Локомотив» Мінеральні Води (1989).
Зіграв 13 матчів у вищій лізі – наприкінці сезону 1980 року провів дві гри за «Динамо» (Мінськ), у першій половині сезону 1982 року зіграв 11 матчів за «Дніпро» (Дніпропетровськ), півфіналіст Кубку СРСР 1982 року.
Завершував кар'єру у 1990—1992 роках у команді КФК «Темп» Мічуринськ.
Помер 5 березня 2020 року. Похований на Березівському цвинтарі міста Воронеж.